# Red Orchestra 2: Heroes of Stalingrad
Red Orchestra 2: Heroes of Stalingrad ist ein Taktik-Shooter und der Nachfolger von Red Orchestra: Ostfront 41–45. Er erschien am 14. September 2011. Er spielt im Krieg gegen die Sowjetunion 1941–1945, im Speziellen zur Zeit der Schlacht von Stalingrad.
Das Spiel verfügt über einen Mehrspielermodus, in dem die Interaktion innerhalb kleiner militärischer Einheiten (vornehmlich im Gruppenrahmen) im Vordergrund steht. Eine Internetverbindung und ein gültiges Steam-Konto werden zum Spielen vorausgesetzt.
Die Entwickler versuchen in Red Orchestra ein möglichst realistisches Spielgefühl zu vermitteln. Dem Spieler steht beispielsweise kein, wie in vielen anderen Spielen zu findendes, HUD-Fadenkreuz zur Verfügung, sondern lediglich die jeweilige, den originalen Vorbildern nachempfundene, Visiereinrichtung der vom Spieler genutzten Waffe. Ebenfalls fehlt eine, sonst bei vielen Spielen des Genres übliche, HUD-Gesundheitsanzeige. Viele der ins Spiel implementierten 3D-Modelle (insbesondere Panzerfahrzeuge und die Spielerfiguren) verfügen über Trefferzonen.
Die Steuerung erfolgt genretypisch mittels Tastatur und Maus.

## Release
Der ursprüngliche Release-Termin 30. August 2011 konnte von Tripwire nicht eingehalten werden, als Grund wurde von Entwicklerseite angegeben, dass man noch am Feinschliff arbeite. Der Release verschob sich zuerst auf den 3. September und schließlich auf den 13. September (STEAM). Nach einer weiteren kurzen Verschiebung erschien das Spiel am 14. September 2011 und liegt in Deutschland als Downloadversion via Steam und seit Dezember 2011 auch als Boxed Version vor. Am 16. September 2011 erschien für den englischsprachigen Raum eine Boxed Version.

## Kritiken
Red Orchestra 2 erhielt gute Wertungen. Die GameStar vergab 85 % und die PC Games 76 %. Der Metascore auf metacritic.com liegt bei 76 %. Die Kritiker lobten das intensive Spielerlebnis, die authentische Kriegsatmosphäre, das realistische Gameplay und die großen Areale. Bemängelt wurden zahlreiche Bugs (siehe oben), die nicht mehr ganz zeitgemäße Grafik und der einfach gehaltene Einzelspielermodus. Mittlerweile wurden zahlreiche Bugs, welche den Spielfluss eingeschränkt hatten, per Patch behoben.

## Erweiterungen
Für Red Orchestra 2: Heroes of Stalingrad erschien mit Rising Storm ein Add-on, in dem der Pazifikkrieg während des Zweiten Weltkrieges zum Schauplatz wird. In der Mod In Country: Vietnam wird der Vietnamkrieg thematisiert.